# Chiesa di Santa Maria a Cancello
La chiesa di Santa Maria a Cancello era un edificio di culto di Napoli ubicato in via Santa Maria a Cancello, di cui oggi rimangono solo alcune tracce.

## Storia
La fondazione dell'edificio è alquanto sconosciuta: si sa che vi fu istituita la curia parrocchiale dal cardinale Alfonso Gesualdo e che nel 1647 fu istituita una congrega del Sacramento. Nel 1806 il titolo parrocchiale di Santa Maria a Cancello fu trasferito presso la chiesa della Maddalena, demolita nel 1955 e situata di fronte alla basilica della Santissima Annunziata Maggiore. Per tale motivo la chiesa della Maddalena è talvolta indicata come chiesa di Santa Maria a Cancello.
La chiesa fu distrutta durante la seconda guerra mondiale, così le opere architettoniche e scultoree che conteneva andarono perdute.
Attualmente sono superstiti parti di strutture portanti e un portale semidistrutto in piperno inglobato in una parete di sostegno del palazzo contiguo.

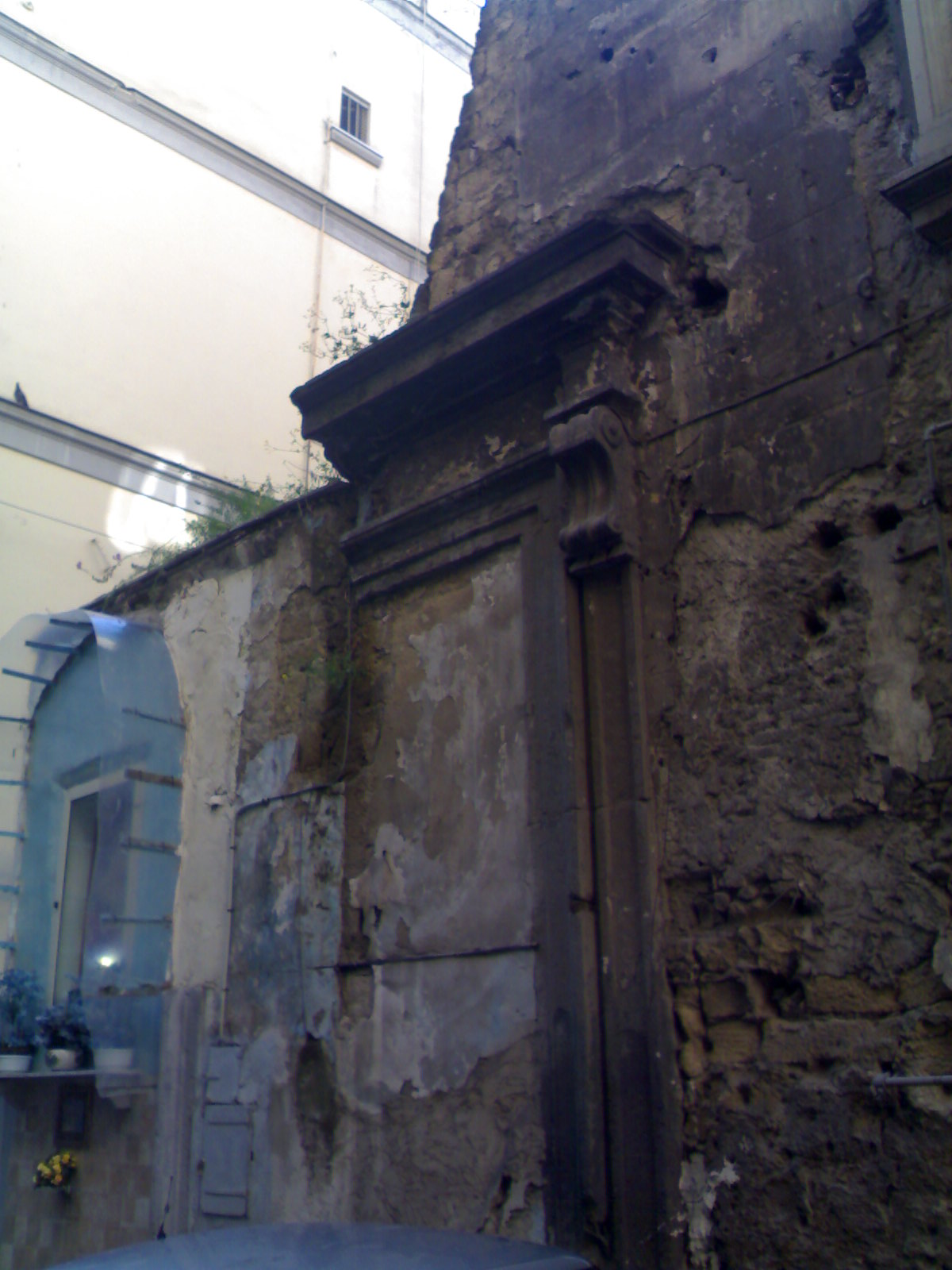
Particolare del portale in piperno